# Ніл Заслав
Ніл Заслав (англ. Neal Zaslaw; нар.28 червня 1939, Гріт Нек, Нью-Йорк, США) — американський музикознавець, є одним з провідних знавців творів Моцарта.
Народився у місті Нью-Йорк. У 1961 році завершив навчання у Гарварді із рівнем B.A., а рівень магістра здобув у Джульярдській школі у 1963 році. Він грав на флейті в Американському симфонічному оркестрі під керівництвом Леопольда Стоковського з 1962 по 1965 рік. У 1970 році він здобув докторський ступінь у Колумбійському університеті, він також викладав в Міському університеті Нью-Йорка у 1968—1970 роках. З 1970 викладав в Університеті Корнелла.
Ранні роботи Заслава пов'язані з автентизмом і особливо темпу й прикрас у відношенні французького та італійського стилів. Він зробив розширену роботу над творами Вольфґанґа Амадея Моцарта, включаючи роботу 1989 року щодо симфоній. У 1993 році він був призначений головним редактором перевиданого Каталогу Кехеля.
Свого часу співпрацював з такими відомими музикантами, як Яап Шредер та Крістофер Хогвуд.

## Роботи
- Materials for the Life and Works of Jean-Marie Leclair L'ainé (dissertation, Columbia U., 1970) (англ.)
- with M. Vinquist: Performance Practice: a Bibliography (New York, 1971) (англ.)
- (ed.) Man & Music:/Music in Society: The Classical Era (London, 1989) (англ.)
- Mozart's Symphonies: Context, Performance Practice, Reception (Oxford, 1989) (англ.)
- The Compleat Mozart: a Guide to the Musical Works (New York, 1990) (англ.)
- (ed. with F.M. Fein) The Mozart Repertory: a Guide for Musicians, Programmers, and Researchers (Ithaca, NY, 1991) (англ.)
- (ed.) Mozart's Piano Concertos: Text, Context, Interpretation (Ann Arbor, 1996) (англ.)